# Bailly, Oise
 Bailly  là một xã thuộc tỉnh Oise trong vùng Hauts-de-France phía bắc Pháp. Xã này nằm ở khu vực có độ cao trung bình 36 mét trên mực nước biển.